# Merlangius
Merlangius – rodzaj morskich ryb z rodziny dorszowatych (Gadidae).

## Klasyfikacja
Gatunki zaliczane do tego rodzaju:
- Merlangius euxinus – witlinek czarnomorski[3]
- Merlangius merlangus – witlinek[4]

Witlinek czarnomorski jest często klasyfikowany jako podgatunek witlinka – M. m. euxinus.